# Volucella sichuanica
Volucella sichuanica är en tvåvingeart som beskrevs av Huo och Ren 2006. Volucella sichuanica ingår i släktet humleblomflugor, och familjen blomflugor. Inga underarter finns listade i Catalogue of Life.